# 11714 Mikebrown
11714 Mikebrown eller 1998 HQ51 är en asteroid i huvudbältet som upptäcktes den 28 april 1998 av LONEOS vid Anderson Mesa Station. Den är uppkallad efter den amerikanska astronomen Michael E. Brown.
Asteroiden har en diameter på ungefär 4 kilometer.